# Emil Högg

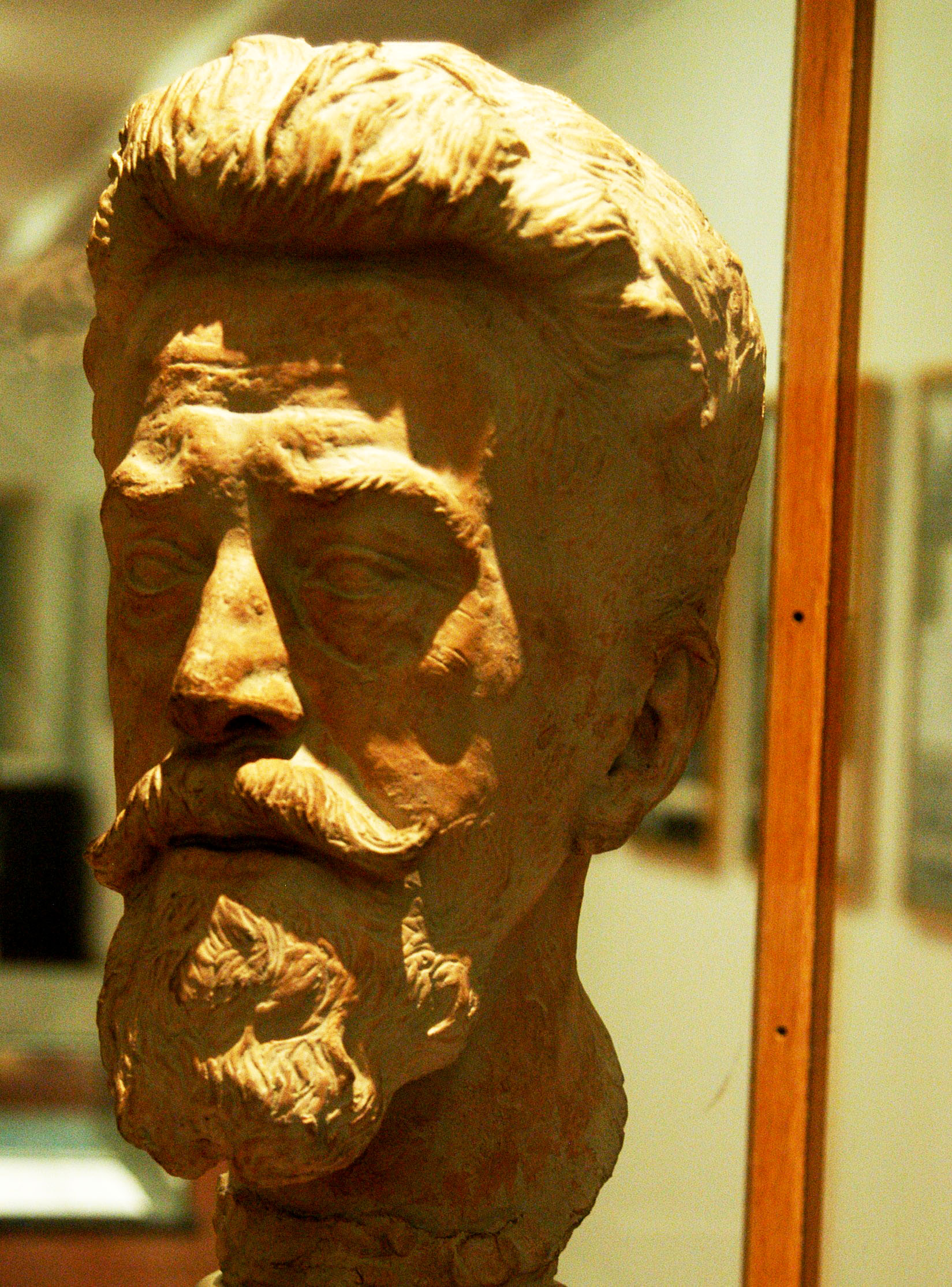
Porträt Emil Högg von Georg Wrba

Emil Högg (* 5. Juli 1867 in Heilbronn; † 27. Dezember 1954 in Radebeul) war ein deutscher Architekt und Kunstgewerbler, Hochschullehrer in Dresden und kommunaler Abgeordneter in Radebeul; im Alter betätigte er sich auch als Maler.

## Leben

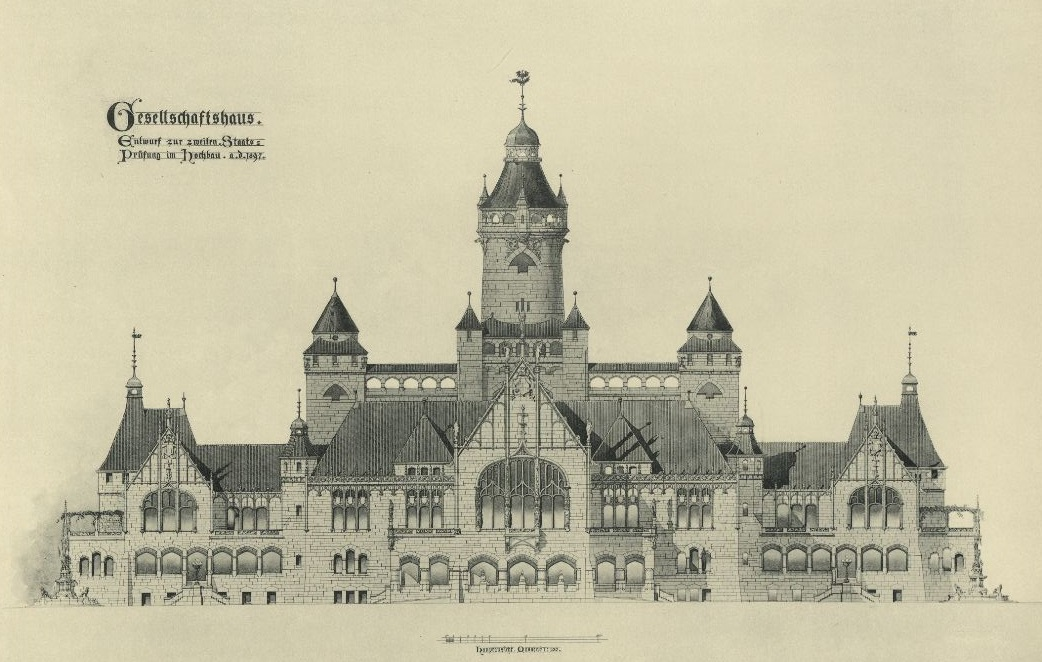
Entwurf zu einem Gesellschaftshaus zur 2. Staatsprüfung im Hochbau, 1897

Högg studierte von 1886 bis 1890 an der Technischen Hochschule Stuttgart Architektur. Zunächst arbeitete er in seinerzeit bekannten Architekturbüros wie Eisenlohr & Weigle (Stuttgart), Bruno Schmitz (Berlin) und Karl Hoffacker (Berlin). Nach einem Referendariat legte er 1897 das 2. Staatsexamen ab und bekam im folgenden Jahr eine Stelle als Stadtbaumeister (Assessor) in der Bauverwaltung von Berlin unter Stadtbaurat Ludwig Hoffmann. 1902 wurde er dort zum Stadtbauinspektor befördert. Högg wechselte zum 1. April 1904 als Direktor des 1884 gegründeten Gewerbemuseums, eines Vorgängers des Focke-Museums, nach Bremen. Er war im selben Jahr Begründer des Bremer Vereins für Niedersächsisches Volkstum. 1908 gehörte er dem Preisgericht für den Architektenwettbewerb zur Gestaltung des Marktplatzes sowie eines neuen Rathauses in Delmenhorst an. 1909 war er Kurator einer Ausstellung für Friedhofskunst mit etwa 80 Grabmalen auf dem alten Doventorsfriedhof in Bremen; er entwarf selbst zahlreiche Grabmale.
Auf Betreiben des Kunsthistorikers Cornelius Gurlitt wurde er 1911 auf den Lehrstuhl für Raumkunst und Ingenieurbaukunst an der Technischen Hochschule Dresden berufen, den er bis 1933 innehatte. 1923 verlieh ihm die Technische Hochschule Hannover die Ehrendoktorwürde (Dr.-Ing. E. h.). Högg fungierte ab 1926 als nebenamtlicher Kirchenbauwart des Landeskirchenrates Thüringen. Er wandte sich Anfang des 20. Jahrhunderts der heimatverbundenen Bauweise der Heimatschutzarchitektur zu (Haus Högg) und wurde zu einem Vertreter, der sich in den 1930er Jahren bejahend über den Nationalsozialismus äußerte. Bereits zum 1. Dezember 1931 trat er der NSDAP bei (Mitgliedsnummer 766.627), die er Januar 1935 verließ. Im November 1933 unterzeichnete er das Bekenntnis der deutschen Professoren zu Adolf Hitler. Seine bedeutendsten Werke sind der Ernemannbau in Dresden (Pentacon) sowie das Generatorengebäude des Pumpspeicherwerks Niederwartha. In den 1930er Jahren betrieb er zusammen mit Friedrich Rötschke, der 1931 an der Technischen Hochschule Dresden promovierte, das Architekturbüro Högg & Rötschke. Mit ihm zusammen baute er auch dessen neues Wohnhaus in Radebeul, Hoflößnitzstraße 15.

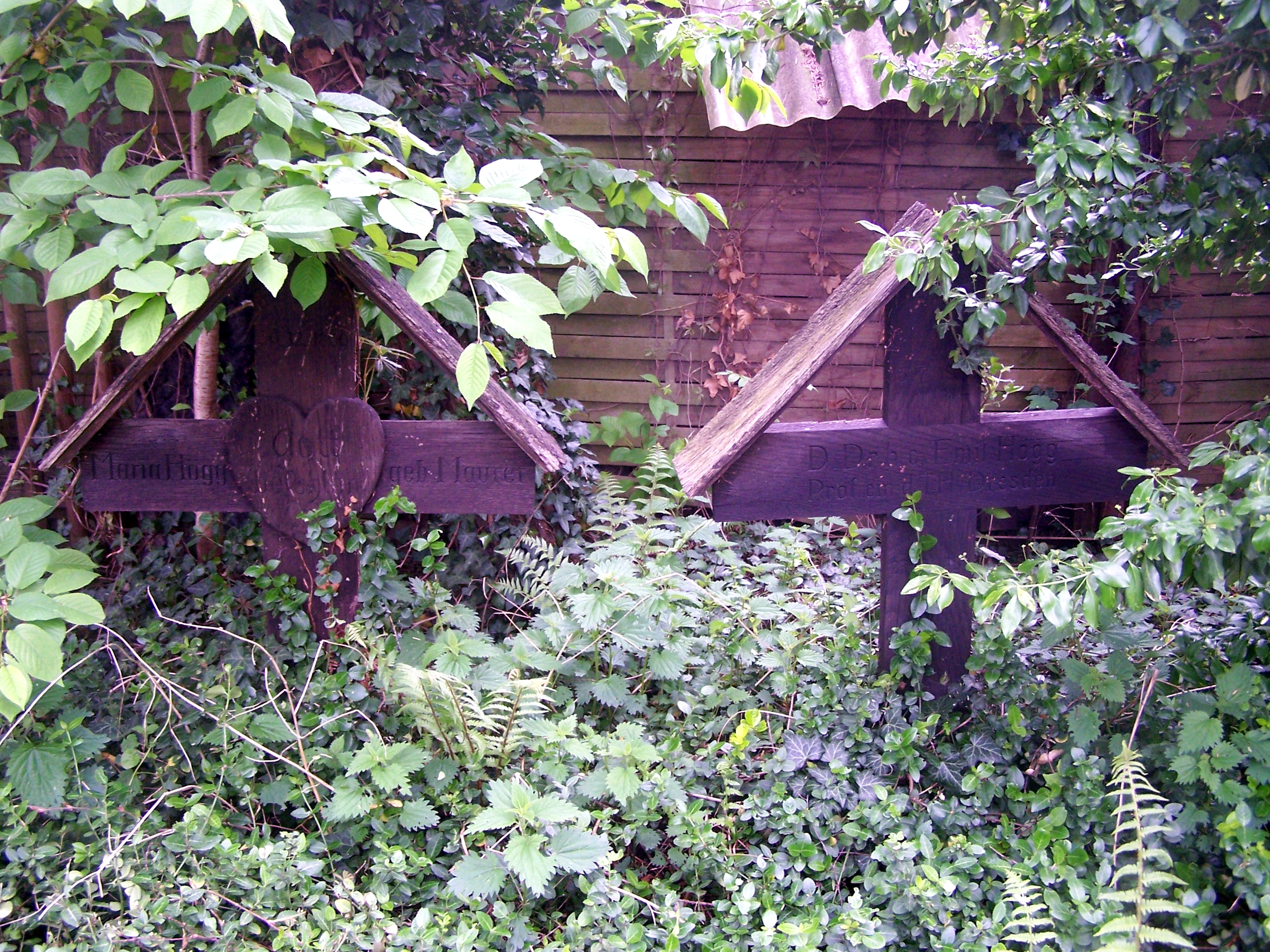
Grabstelle auf dem Friedhof Radebeul-Ost

Högg war Mitglied des Deutschen Werkbunds, in Dresden schloss er sich der Künstlervereinigung Die Zunft an.
Ab 1912 wohnte Högg in Radebeul in einem selbst entworfenen Haus Högg (Marienstraße 12a). Ebenfalls 1912 erhielt er durch den Verein zur Rettung der Hoflößnitz den Auftrag zur baulichen Wiederherstellung der Gesamtanlage. Ab 1918 war er kommunalpolitischer Abgeordneter in Radebeul sowie Mitglied des Bauausschusses. Nachdem sein Dresdner Architekturbüro 1945 zerstört war, arbeitete Högg im Grundhof im Radebeuler Stadtteil Niederlößnitz. Dort widmete er sich als Alterswerk auch der Malerei, er schuf zahlreiche Lößnitz-Bilder. Högg war Ehrenmitglied der Burschenschaft Arminia auf dem Burgkeller Jena (1923).
Högg wurde auf dem Friedhof Radebeul-Ost beerdigt.

## Schüler
- Werner Lindner

## Werk

### Bauten und Entwürfe

Haus Högg in Bremen-Schwachhausen

Wettbewerbsentwurf für den Neubau des Stadthauses in Bremen, 1908

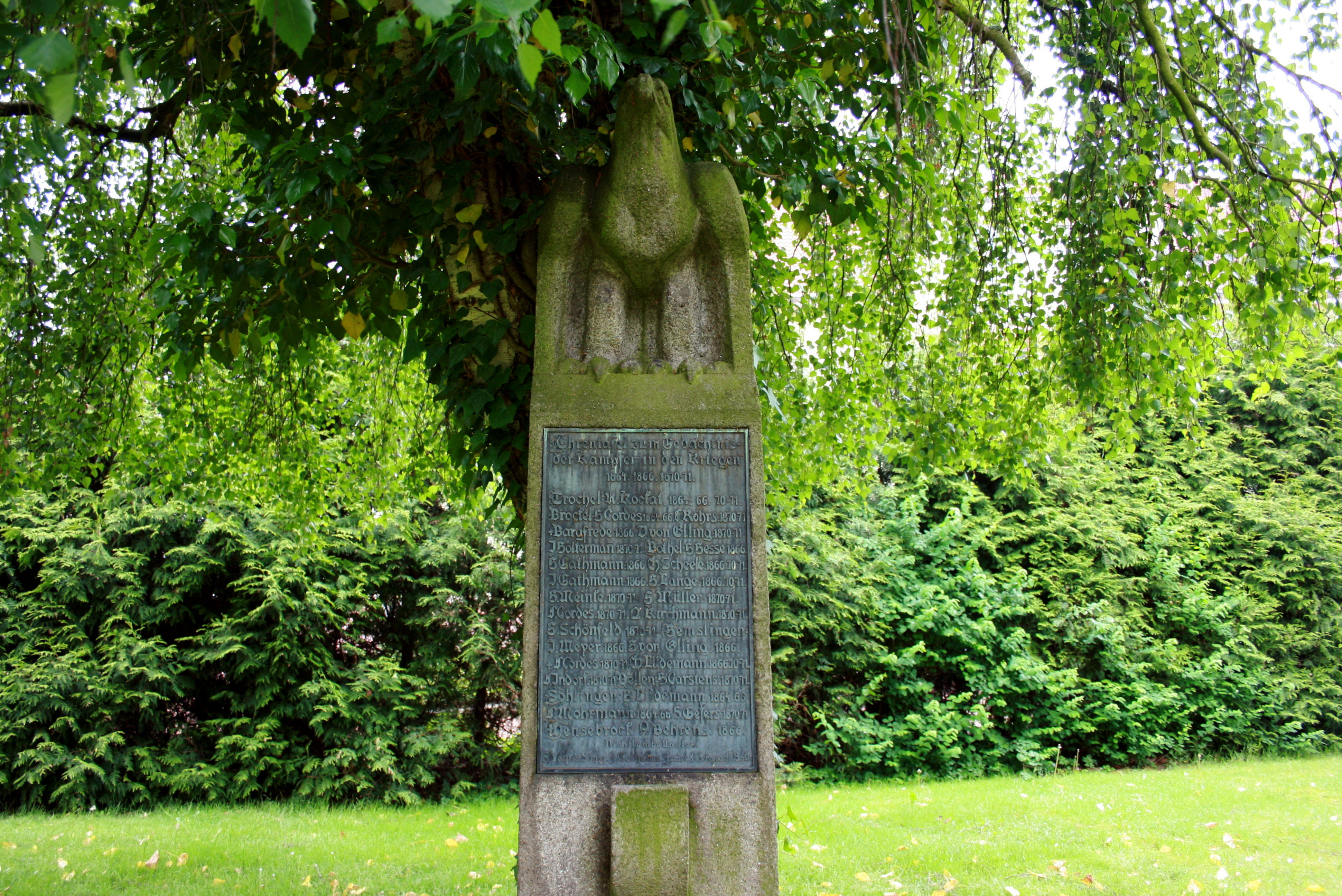
Kriegerdenkmal für Brockel, 1909

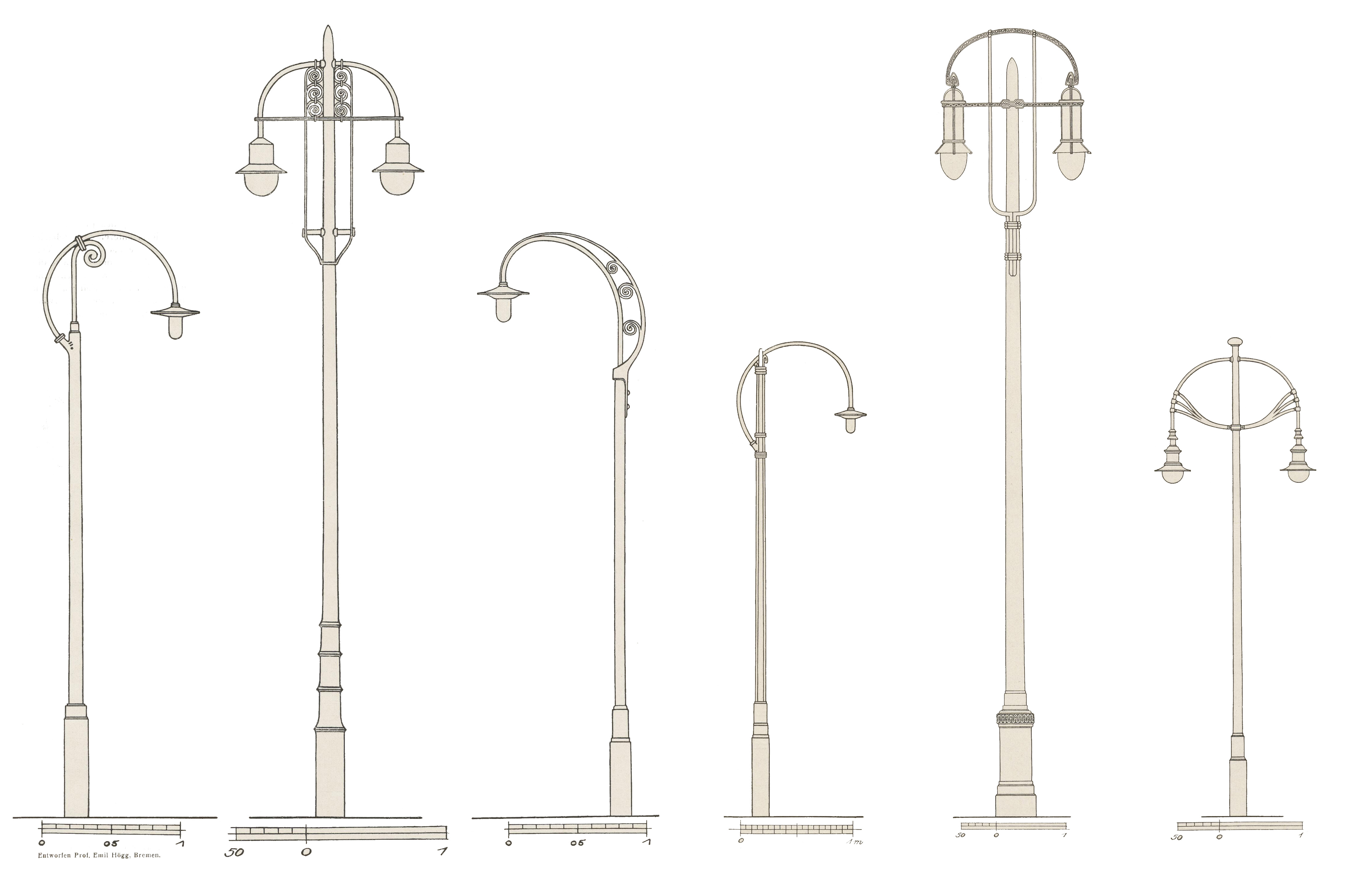
Entwürfe von 1909: Kandelaber für zwei Bogenlampen, zwei Gaslampen oder eine Glühlampe, Montage 2022

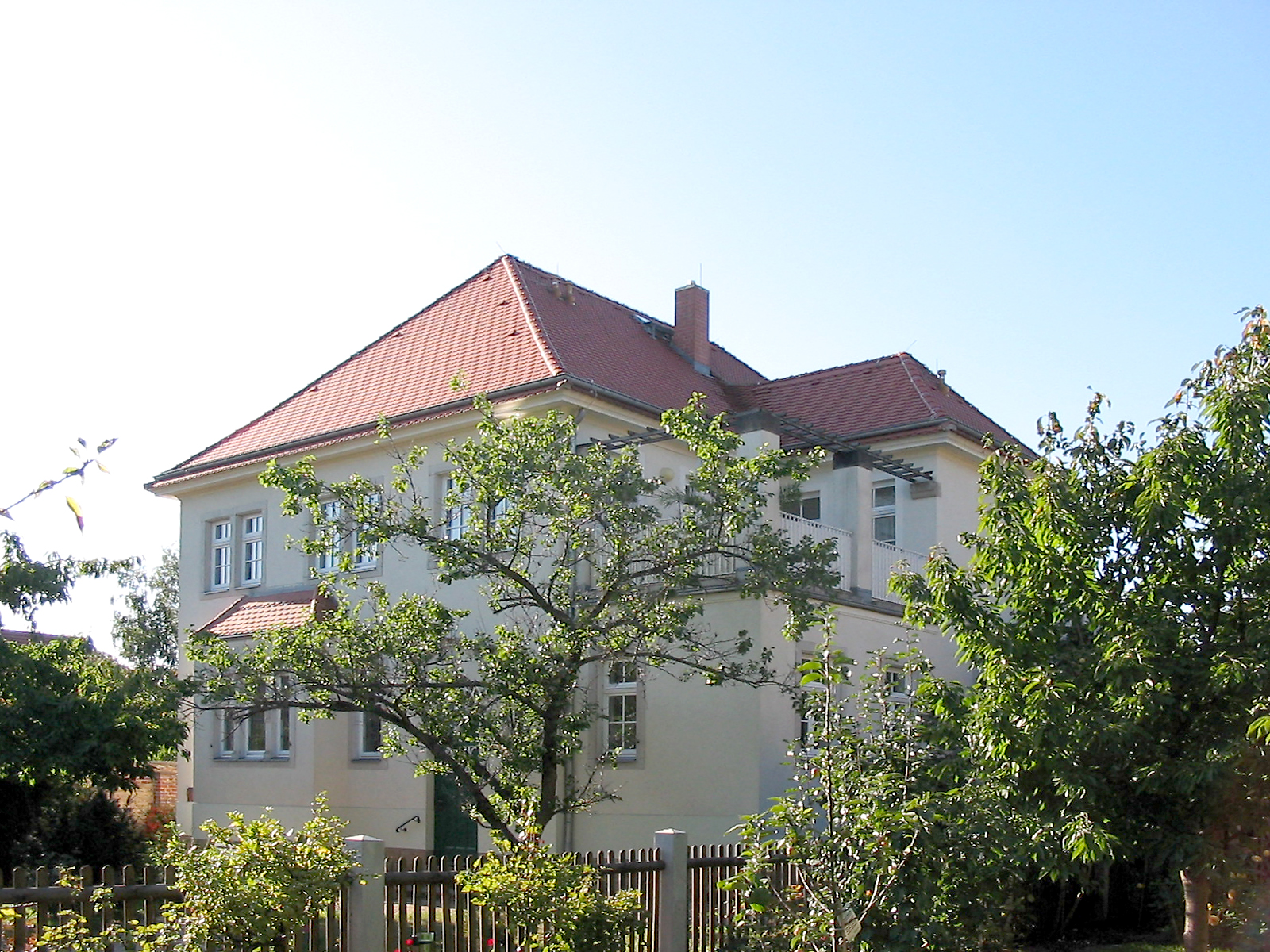
Haus Högg in Dresden-Radebeul

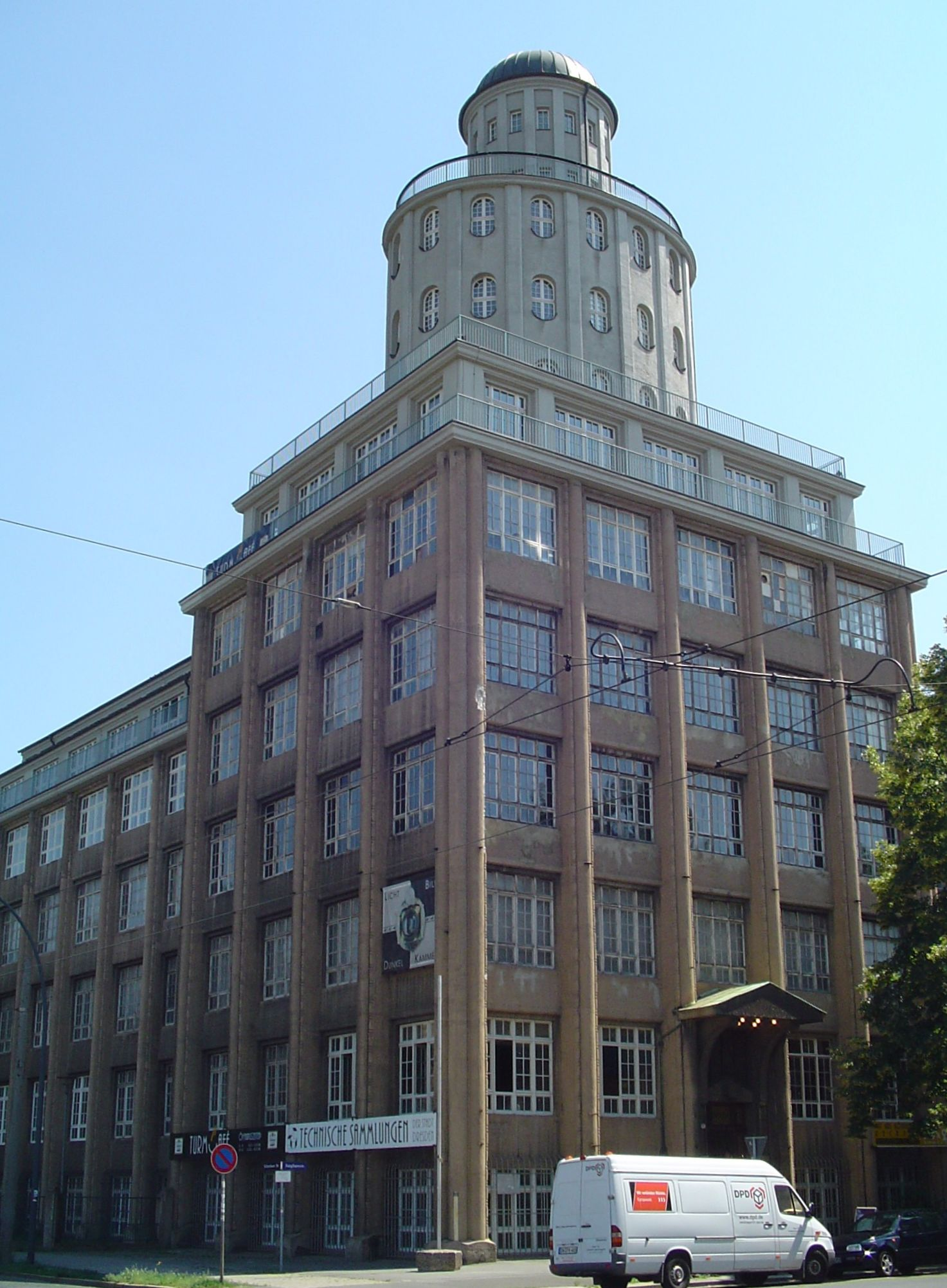
Pentacon-Turm in Dresden, auch als Firmenlogo verwendet

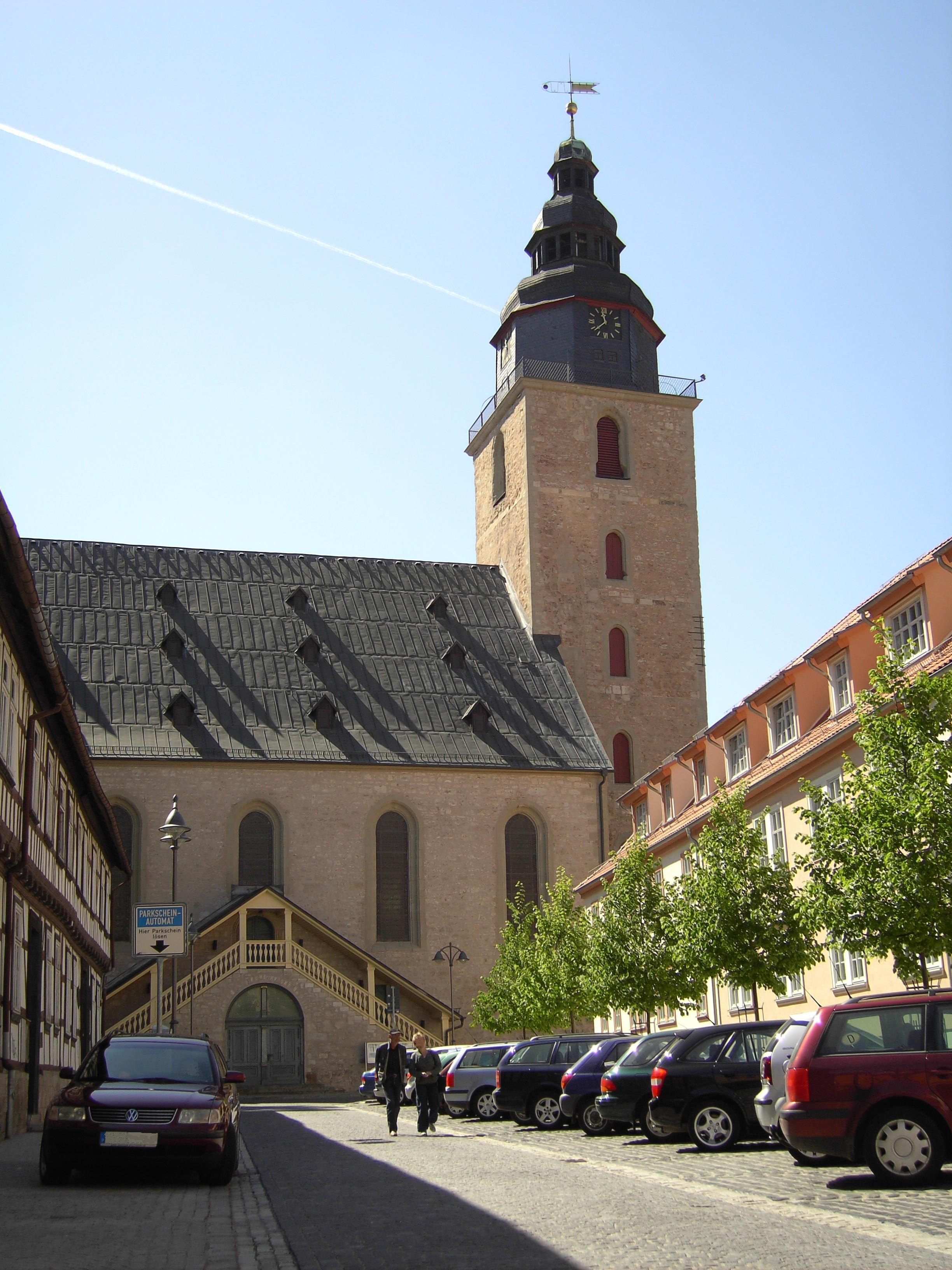
Trinitatiskirche in Sondershausen

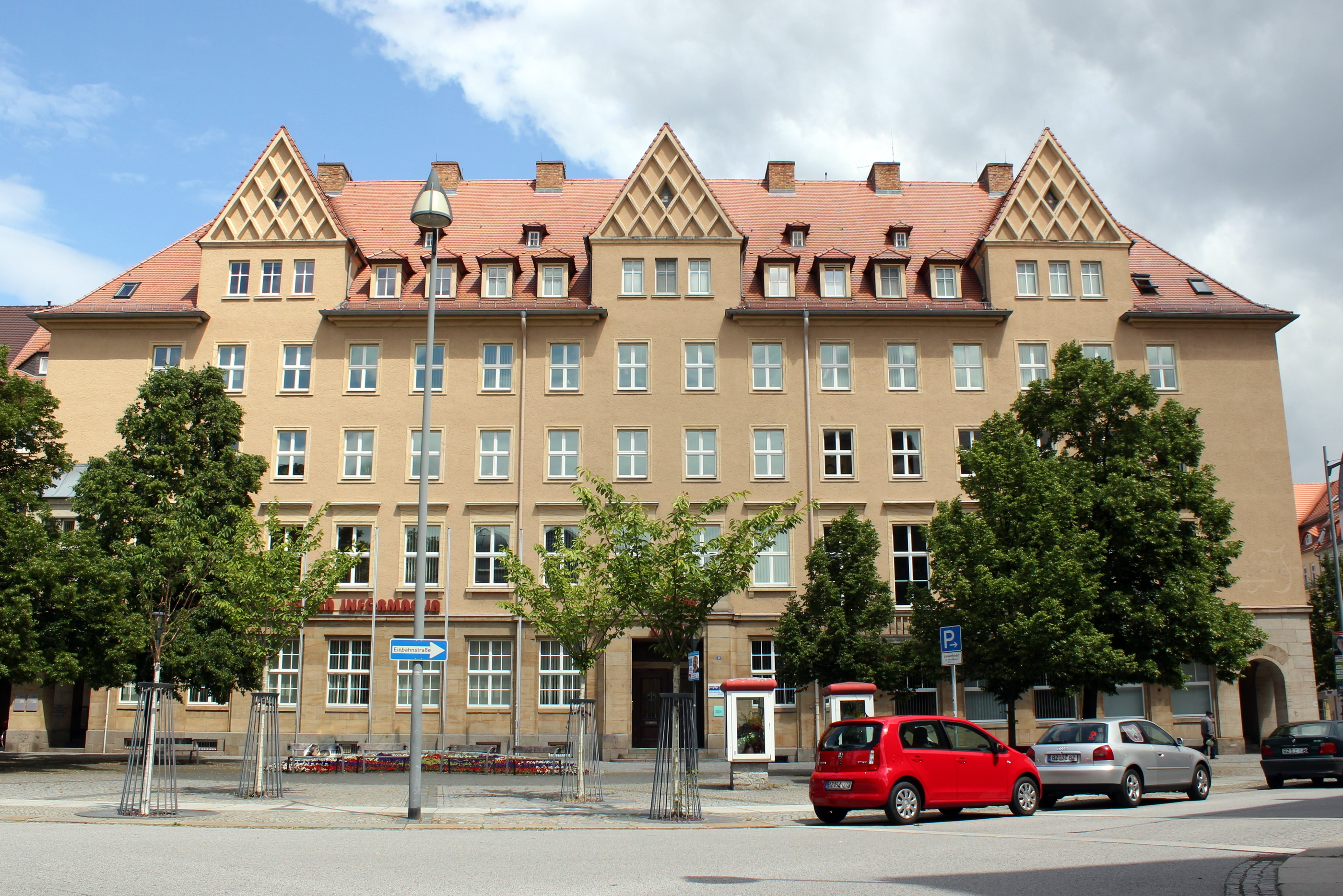
Das Haus der Sorben (Serbski dom) – Sitz der Domowina am Postplatz in Bautzen

- 1904: Entwurf eines Landhauses, gezeigt auf der Kunstausstellung Berlin 1904[7]
- 1905: eigenes Wohnhaus in Bremen-Schwachhausen, Albersstraße 11[8][9]
- 1905: Restaurierung der Stadtpfarrkirche St. Martini in Bremen[10]
- 1905: Bogenlampen-Kandelaber-Paar auf dem Potsdamer Platz in Berlin[11][12]
- 1906: Entwurf der Bremer Diele auf der 3. Deutschen Kunstgewerbeausstellung Dresden 1906[13]
- 1907: Wettbewerbsentwurf zu einem Wohn- und Stallgebäude für Herrn H. Knief in Achim (Wettbewerb ausgelobt vom Verein für Niedersächsisches Volkstum)
- 1908: Arbeitszimmer für Bürgermeister Carl Georg Barkhausen in Bremen[14]
- 1907–1908: Wettbewerbsentwurf für den Neubau des Stadthauses (später genannt Neues Rathaus) in Bremen (engerer Wettbewerb unter den 15 besten Teilnehmern der ersten Wettbewerbsstufe, außer dem 1. Preis für Gabriel von Seidl keine Prämierungen; Höggs Entwurf gezeigt auf der Großen Berliner Kunstausstellung 1908)[15]
- 1908: Entwurf zu einem Niedersächsischen Volkskunstmuseum Am Werder in Bremen
- 1909: Entwurf für einen Kleinbahnhof in Brinkum[16]
- 1909: Kandelaber für zwei Bogenlampen, zwei Gaslampen oder eine Glühlampe; einige oder alle ausgeführt von der Tangerhütte bei Stendal.[17][18][19]
- 1909: Stauwehr und Laufwasserkraftwerk der Bremen-Besigheimer Ölfabriken in Besigheim[20]
- 1909: Kriegerdenkmal in Brockel, Ausführung durch die Bildhauer Max Rebhan und Hermann Lüdecke[21]
- 1910: Entwurf für eine Apotheke in Kirchweyhe bei Bremen
- 1910: Inneneinrichtung eines Trauzimmers (Bremer Beitrag für die Weltausstellung Brüssel 1910, später integriert in das Gebäude des Staatsarchivs, An der Tiefer; nicht erhalten)
- 1910: Freilichtmuseum auf der Insel in Stade
- 1910: Wettbewerbsentwurf für das Bismarck-Nationaldenkmal auf der Elisenhöhe bei Bingerbrück (nicht prämiert)[22]
- 1911: Entwurf für einen Friedhofseingang[23]
- 1911: Wettbewerbsentwurf für den Neubau der Kaiserbrücke (spätere Bürgermeister-Smidt-Brücke) in Bremen (prämiert mit dem 1. Preis, Kennwort „Ohne Maske“, zusammen mit der Brückenbauanstalt der Fried. Krupp AG in Rheinhausen; ausgeführt 1913–1916, im April 1945 zerstört)[24]
- 1912: eigenes Wohnhaus Haus Högg in Radebeul
- 1913: Friedhofskapelle in Lilienthal, Falkenberger Landstraße 4B[25]
- 1912–1914: gründliche Instandsetzung des Schlosses Hoflößnitz
- 1913: Restaurierung der Dorfkirche in Reichenberg
- 1913–1914: Restaurierung der evangelisch-lutherischen St.-Sylvester-Kirche in Quakenbrück
- 1914: Landwirtschaftliche Winterschule in Stade, Kehdinger Mühren 1
- 1914: Wiederaufbauplanung für die abgebrannte Nordseite des Marktes in Mittweida[26]
- um 1914: Direktorwohnhaus im Zoologischen Garten Dresden
- 1915–1918 und 1922–1923: Fabrikgebäude mit Turmbau für die Ernemann AG in Dresden-Striesen, Schandauer Straße / Junghansstraße (gemeinsam mit dem Bauingenieur Richard Müller)[27]
- 1920: Erweiterung des Friedhofs Radebeul-Ost
- 1923: Umbau des Burgkellers in Jena[28]
- 1923–1933: Wiederherstellung der romanischen Kunigundenkirche in Borna bei Leipzig
- um 1925: Entwurf eines Ehrenmals für die Gefallenen des Ersten Weltkriegs in Frohburg (Sachsen) (ausgeführt vom Kunstkeramiker Kurt Feuerriegel)
- um 1925: Ehrenmal für die Gefallenen des Ersten Weltkriegs in Jena
- 1925–1926: Umbau der Innenräume des ehemaligen Rathauses in Jena (Mitarbeit)
- 1927: Ehrenmal für die Gefallenen des Ersten Weltkriegs bei der Lutherkirche in Radebeul (Bronzeguss vom Bildhauer Georg Wrba)
- 1927–1930: Generatorgebäude des Pumpspeicherwerks Niederwartha
- 1930: Mustergehöft auf der Internationalen Hygiene-Ausstellung Dresden 1930
- 1931–1932: Renovierung der Stadtkirche St. Trinitatis in Sondershausen
- 1931–1932: Umgestaltung der Inneneinrichtung des Marien-Doms in Wurzen (mit Friedrich Rötschke)
- 1932–1933: Wohnhaus Friedrich Rötschke in Radebeul (mit Friedrich Rötschke)
- um 1935: Diakonissen-Mutterhaus in Eisenach, Nikolaistraße (mit Friedrich Rötschke)
- 1936: Wohnhaus Weberstraße 13/15 in Radebeul
- 1936–1937: Fabrikgebäude der Zeiss Ikon AG, sog. „Aquarium“, in Dresden-Striesen, Schandauer Straße
- 1947–1956: Haus der Sorben (Serbski dom) in Bautzen, Postplatz (mit Friedrich Rötschke)[29]

### Schriften (Auswahl)
- Der Wiederaufbau der St. Michaeliskirche in Hamburg. Karlsruhe 1909.
- Einfache christliche Grabmäler für Niederdeutschland. Berlin 1910.
- Heimatschutz, Baukunst und Industrie. München 1911.
- Park und Friedhof. München 1911.
- Friedhofskunst. Bielefeld 1912.
- Der Urnen-Friedhof. Dresden 1913.
- Moderne Ladeneinrichtungen in alten Häusern. München 1913.
- Zur Hebung der Friedhofskunst. In: Schleswig-Holsteinischer Kunstkalender, 1913, S. 48–54 (Digitalisat).
- Die Baukunst als Wissenschaft. München 1913.
- Die Kunst in Bremen. In: Die Tat, 1913, S. 288 ff.
- Krieger-Grab und Krieger-Denkmal. Wittenberg 1915.
- Helden-Ehrung. München 1917.
- Der Wohnungsbau nach dem Kriege. München 1919.
- Der Umbau des Burgkellers in Jena. 1923.
- Das Ornament oder Schmuckwerk. Strelitz 1925.
- Gesetz und Freiheit in der Kunst. Dresden 1926.
- Deutsche Baukunst, gestern, heute, morgen. In: Das Bild, 1934, S. 61.
- Bauen und Schauen. Dresden 1938.